# Lutz Dombrowski
Lutz Dombrowski (Zwickau, 25 giugno 1959) è un ex lunghista tedesco, medaglia d'oro alle Olimpiadi di Mosca del 1980 e ai Campionati europei di Atene 1982.

## Biografia
Sesto in una famiglia di dodici figli, è considerato il più grande saltatore in lungo della storia della Repubblica Democratica Tedesca.
Prima di venire ingaggiato per la squadra di atletica del Karl-Marx-Stadt Sport Club nel 1979, è stato calciatore ed operaio in fabbrica.
La misura di 8,54 m, che gli ha regalato la vittoria alle Olimpiadi di Mosca 1980, risultò all'epoca la seconda migliore prestazione di sempre nel salto in lungo, dopo il salto di 8,90 m di Bob Beamon alle Olimpiadi di Città del Messico 1968, ed è tuttora il record nazionale tedesco all'aperto e rimase anche assoluto fino all'8,71 m indoor di Sebastian Bayer stabilito nel 2009.
Attualmente Dombrowski lavora come istruttore sportivo in Germania.

## Altre competizioni internazionali
1979
- Coppa Europa di atletica leggera ( Torino)

1981
- Coppa Europa di atletica leggera ( Zagabria)